# Малын (Октябрьский район)
Малын (бел. Малын) — деревня в Октябрьском сельсовете Октябрьского района Гомельской области Белоруссии.
На западе граничит с лесом.

## География

### Расположение
В 6 км на север от городского посёлка Октябрьский, 11 км от железнодорожной Рабкор (на ветке Бобруйск — Рабкор от линии Осиповичи — Жлобин), 236 км от Гомеля.

## Гидрография
На востоке мелиоративные каналы.

## Транспортная сеть
Транспортные связи по просёлочной, затем автомобильной дороге Паричи — Октябрьский. Планировка состоит из короткой прямолинейной, широтной улицы, застроенной двусторонне деревянными усадьбами.

## История
По письменным источникам известна с XIX века, когда деревня была во владении помещиков Щетковского и Котлобая. Согласно переписи 1897 года Малын (она же Залюши). В 1917 году в Рудобельской волости Мозырского уезда Минской губернии.
В 1929 году жители вступили в колхоз. Во время Великой Отечественной войны немецкие оккупанты в апреле 1942 года сожгли 12 дворов, убили 50 жителей. В 1944 году каратели убили еще 20 жителей (похоронены в могиле жертв фашизма в 0,4 км на восток от деревни). Согласно переписи 1959 года в составе совхоза «Октябрьский» (центр — городской посёлок Октябрьский).

## Население

### Численность
• 2025 год — 1 хозяйство, 11 жителей.
- 2004 год — 22 хозяйства, 40 жителей.

### Динамика
- 1897 год — 9 дворов 46 жителей (согласно переписи).
- 1917 год — 107 жителей.
- 1925 год — 16 дворов.
- 1940 год — 27 дворов, 137 жителей.
- 1959 год — 181 житель (согласно переписи).
- 2004 год — 22 хозяйства, 40 жителей.